# Mateus 6

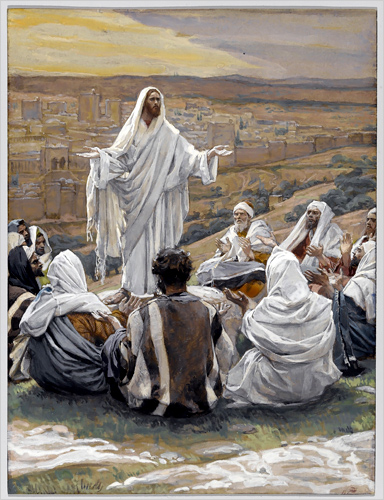
Pai Nosso.
1886-1896. Por James Tissot, atualmente no Brooklyn Museum, em Nova Iorque.

Mateus 6 é o sexto capítulo do Evangelho de Mateus no Novo Testamento. Ele contém a porção intermediária do Sermão da Montanha e inclui o Pai Nosso.

## Narrativa
A primeira parte, em Mateus 6:1–18, conhecida como Discurso sobre a ostentação, trata da expressão interior e exterior da piedade, como a doação de esmolas, a oração privada e o jejum, que são as três mais importantes formas da piedade judaica. Jesus endossa estes atos e reafirma a sua importância. Por toda a seção, ele reforça que tanto a fé quanto a piedade não devem ser ostensivas e, idealmente, devem ser feitas em segredo. Ele condena fortemente a utilização de mostras públicas de piedade, afirmando que os piedosos que o são apenas para impressionar os outros em nada impressionam a Deus. Em seguida, Jesus ensina o Pai Nosso (que também aparece em Lucas 11, em outro contexto).
| “ | «Pai nosso que estás nos céus; santificado seja o teu nome; venha o teu reino; seja feita a tua vontade, assim na terra, como no céu. O pão nosso de cada dia nos dá hoje; e perdoa-nos as nossas dívidas, assim como nós também temos perdoado aos nossos devedores; e não nos deixes cair em tentação, mas livra-nos do mal.» (Mateus 6:9–13) | ” |

Mateus 6:19–34 trata das posses, prioridades e confiança. A primeira parte, até o versículo 24, tem três elementos sobre dois tesouros, dois olhos e dois mestres. A segunda, que vai até o final do capítulo e é conhecida como "Olhai os lírios do campo", trata da confiança em Deus e também tem três elementos, com as razões para que não sejamos ansiosos (também em Lucas 12).